# Günther Schwägermann
Günther Schwägermann (24 de julho de 1915, Uelzen, Alemanha) foi um oficial da SS, com a patente de Hauptsturmführer (Capitão), e um membro do Partido Nazista enquanto seu líder, o Führer Adolf Hitler, governava a Alemanha. Em 1940, Schwägermann serviu como ajudante pessoal do Dr. Joseph Goebbels, Ministro da Propaganda do III Reich.
Em janeiro de 1945, Goebbels enviou Schwägermann para sua vila em Lanke, ordenando a ele que trouxesse sua esposa, Magda, e seus filhos para um abrigo antiaéreo em Schwanenwerder.
Em 22 de abril de 1945, os Soviéticos iniciaram seu ataque contra a capital alemã, Berlim. Joseph e Magda Goebbels então levaram seus filhos para o Führerbunker. Schwägermann foi com eles. Foi neste bunker debaixo das ruínas de Berlim que Adolf Hitler e um grupo de oficiais leais a ele se reuniram para comandar a defesa da cidade.
Em 1 de maio de 1945, durante os últimos dias da batalha por Berlim, Schwägermann ajudou a queimar e a esconder os corpos de Goebbels e de sua esposa quando estes cometeram suicídio juntos.
Schwägermann sobreviveu a Segunda Guerra Mundial e escapou para a Alemanha Ocidental onde foi preso por tropas americanas em 1947. Não se sabe muito sobre sua vida na Alemanha depois que ele foi solto da prisão.